# Louis-René des Forêts
Louis-René des Forêts (* 28. Januar 1918 in Paris; † 30. Dezember 2000 ebenda) war ein französischer Schriftsteller. Sein Werk ist nicht sehr umfangreich, wurde jedoch vielfach ausgezeichnet und ausführlich kommentiert.

## Leben
Louis-René des Forêts verbrachte seine Kindheit abwechselnd in Paris und im Haus der Familie im Berry. Ab dem Alter von ungefähr 13 Jahren besuchte er ein katholisches Internat in der Bretagne, das auf eine Marinelaufbahn vorbereitet. Dort las er Baudelaire, Shakespeare und Goethe.
Nach seiner Sekundarschulzeit in Bourges studierte des Forêts in Paris Jura und Politikwissenschaft und begann, Kolumnen zu Musik und Literatur zu veröffentlichen. Er entdeckte Rimbaud und Joyce und gegen Ende der 1930er Jahre macht er die Bekanntschaft von Jean de Frotté, der ihn Patrice de La Tour du Pin, Michel du Boisberranger und Jean Chauvel vorstellte. Er reiste nach Holland, Italien, England, Österreich und Griechenland.
1939 eingezogen und bald nach der Niederlage Frankreichs wieder aus dem Militärdienst entlassen, kehrte des Forêts 1940 wieder nach Hause ins Berry zurück und engagierte sich dort in der Résistance. Zwischen 1941 und 1943 schrieb er seinen ersten Roman, Les Mendiants (dt. »Die Bettler«), der bei Gallimard publiziert wurde. Im Zuge der Veröffentlichung freundete er sich mit Raymond Queneau und André Frénaud an. Nach der Befreiung von Paris beendete er Le Bavard (dt. Der Schwätzer); die 1946 veröffentlichte Erzählung wurde zunächst so gut wie nicht wahrgenommen, ist mittlerweile das meistkommentierte Werk von des Forêts.
Nachdem er ein Jahr lang in Paris für den Verleger Robert Laffont gearbeitet hatte, heiratete er 1946 Janine Carré und zog sich aufs Land zurück. Er veröffentlichte Texte in verschiedenen Zeitschriften: L’Arbalète, Les Lettres nouvelles, La Nouvelle Revue française. Nach fünfjähriger Arbeit an einem umfangreichen Roman mit dem Titel Voyage d’hiver (dt. »Winterreise«), übergab er das Manuskript dem Feuer, da Queneau sich äußerst skeptisch zu dem Projekt äußerte.
1953 kehrte des Forêts nach Paris zurück und beteiligte sich mit Queneau bei Gallimard (wo er von 1966 bis 1983 Mitglied des comité de lecture, also des Lektorats war) an der Konzeption der Encyclopédie de la Pléiade, einer Reihe mit enzyklopädischen Wissenschaftstexten innerhalb der berühmten Bibliothèque de la Pléiade. Zu dieser Zeit freundete er sich mit Michel Gallimard, Robert Antelme, Georges Bataille und Maurice Blanchot an. 1954 gründete er gemeinsam mit Dionys Mascolo, Edgar Morin und Robert Antelme das Comité contre la guerre d'Algérie (dt. Komitee gegen den Algerienkrieg).
1960 veröffentlichte er La Chambre des enfants (dt. Das Kinderzimmer), eine Sammlung von Erzählungen, die mit dem prix des Critiques ausgezeichnet wurde. Von 1961 bis 1964 beteiligte er sich an der Planung einer »Revue Internationale«, einem internationalen Zeitschriftenprojekt, an dem beispielsweise Hans Magnus Enzensberger und Uwe Johnson auf deutscher Seite, Italo Calvino und Elio Vittorini in Italien und Maurice Blanchot in Frankreich beteiligt waren. Das Vorhaben wurde jedoch nie verwirklicht.
1967 gründete das Forêts gemeinsam mit Yves Bonnefoy, André du Bouchet, Paul Celan, Jacques Dupin, Michel Leiris und Gaëtan Picon die Zeitschrift L’Éphémère. Bei Mercure de France veröffentlichte er Les Mégères de la mer (dt. Die Megären des Meeres), ein Langgedicht, das bereits 1965 in einer Zeitschriftenversion erschienen war. In den 1970er Jahren widmete er sich vermehrt dem Tuschezeichnen und zwar so erfolgreich, dass seine Bilder mehrfach ausgestellt wurden. In den 1980er Jahren wurde sein literarisches Werk vielfach mit Preisen ausgezeichnet.
1997 erschien Ostinato, eine fragmentarische Autobiographie, mit deren Abfassung er 1975 begonnen hatte und von der zwischen 1984 und 1994 Auszüge und Entwürfe in der Nouvelle Revue Française, L’Ire des vents, Art Press, La Quinzaine littéraire und Le Cahier du refuge veröffentlicht wurden. Im Jahre 2001 erfolgte posthum die Veröffentlichung von des Forêts letztem abgeschlossenen Werk: Pas à pas jusqu'au dernier (dt. Schritt für Schritt bis zum letzten), einer intimen Auseinandersetzung mit dem nahenden Tod.

## Werke
- Les Mendiants (Roman), Paris: Gallimard 1943; »édition définitive« 1986.
- Le Bavard (Erzählung), Paris: Gallimard 1946; in der Reihe »L’Imaginaire« 1979.
  - Dt.: Der Schwätzer, übersetzt von Elmar Tophoven, München: Kösel 1968; übersetzt von Friedhelm Kemp und Elmar Tophoven, Stuttgart: Klett-Cotta 1983.
- La Chambre des enfants (Erzählungen), Paris: Gallimard 1960; in der Reihe »L’Imaginaire« 1983.
  - Dt.: Das Kinderzimmer, übersetzt von Friedhelm Kemp, München: Carl Hanser Verlag 2007.
- Les Mégères de la mer (Gedicht), Paris: Mercure de France 1967.
  - Dt.: Die Megären des Meeres, übersetzt von Jonas Hock, mit einem Nachwort von Jonas Hock, Wien/Berlin: Turia + Kant 2014.
- Voies et détours de la fiction (Essay), Montpellier: Fata Morgana 1985.
- Un malade en forêt, Montpellier: Fata Morgana 1985.
- Poèmes de Samuel Wood (Gedichte), Montpellier: Fata morgana 1988.
  - Gedichte von Samuel Wood, übersetzt von Jonas Hock, Wien/Berlin: Turia + Kant 2015.
- Le Malheur au Lido (Erzählung), Montpellier: Fata Morgana 1987.
- Ostinato (autobiografische Fragmente), Paris: Mercure de France 1997.
  - Dt.: Ostinato, übersetzt von Friedhelm Kemp, München: Carl Hanser Verlag 2002.
- Pas à pas jusqu’au dernier, Paris: Mercure de France 2001.
  - Dt.: Schritt für Schritt bis zum letzten, übersetzt von Jonas Hock, mit einem Nachwort von Gerhard Poppenberg, Wien/Berlin: Turia + Kant 2014.

## Preise
- 1960 Prix des Critiques für La Chambre des enfants
- 1988 Prix Maeterlinck
- 1990 Grand prix national des Lettres für das Gesamtwerk
- 1997 Grand Prix de littérature de la SGDL für Ostinato
- 1997 Prix de l’écrit intime

### Monographien
- Daniel Bensch, Ich erzählt. Analysen zur Narrativik in Frankreich. München: Martin Meidenbauer 2011.
- Maurice Blanchot, Une voix venue d'ailleurs, Plombières-les-Dijon: Ulysse fin de siècle 1992.
- Marc Comina, Louis-René des Forêts, l'impossible silence, Seyssel: Champ Vallon 1998.
- John Naughton, Louis-René des Forêts, Amsterdam: Rodopi 1993.
- Pascal Quignard, Le Vœu de silence, Paris: Galilée 2005.
- Dominique Rabaté, Louis-René des Forêts, la voix et le volume, Paris: José Corti 1991.
- Jean Roudaut, Louis-René des Forêts, Paris: Seuil 1995.
- Jean Roudaut, Encore un peu de neige, Paris: Mercure de France 1996.

### Artikel
- Maurice Blanchot, »Das leere Wort«, aus dem Französischen von Uli Menke, in: Maurice Blanchot, Die Freundschaft, mit einem Nachwort von Gerhard Poppenberg, Berlin: Matthes & Seitz 2011, S. 151–165.
- Yves Bonnefoy, »Une écriture de notre temps«, in: ders., La vérité de parole, Paris: Mercure de France 1988, S. 115–259.
- Jonas Hock, »Gischt-Werden, Meer-Werden, Gedicht-Werden. Anmerkungen zu Louis-René des Forêts’ Die Megären des Meeres«, Nachwort in: Louis-René des Forêts, Die Megären des Meeres, herausgegeben und übersetzt von Jonas Hock, Wien/Berlin: Turia + Kant 2014, S. 41–61.
- Edmond Jabès, »L.-R. des Forêts ou le malaise de la question«, in: ders.: Le Livre des marges 1: Ça suit son cours, Paris: Fata morgana 1984, S. 202–209.
- Friedhelm Kemp, »Nachwort«, in: Louis-René des Forêts, Ostinato, aus dem Französischen von Friedhelm Kemp, München: Carl Hanser Verlag 2002, S. 231–243.
- Friedhelm Kemp, »Über Louis-René des Forêts«, in: Akzente. Zeitschrift für Literatur, 38. Jg. (1991), Heft 3, S. 208–210.
- Richard Millet, »Sur L.-R. des Forêts«, in: ders., Accompagnements, Paris: P.O.L 1991, S. 52–60.
- Bernard Pingaud, »Les pouvoirs de la voix«, in: ders.: L'Expérience romanesque, Paris: Gallimard 1983, S. 265–281.

### Zeitschriften (Sondernummern und Dossiers)
- Revue et corrigée: Autour de Louis-René des Forêts 3–4 (1978).
- Les Cahiers du Temps qu’il fait: Louis-René des Forêts 6–7 (1991).
- Revue des Sciences Humaines: Louis-René des Forêts 249 (1998), 1.
- La Nouvelle Revue Française 559 (2001).
- Cahier Critique de Poésie: Dossier Louis-René des Forêts 2 (2001).
- Critique : Louis René des Forêts 668–669 (2003).